# Anthony Joshua
 Anthony Joshua (sinh ngày 15 tháng 10 năm 1989) là một võ sĩ quyền Anh chuyên nghiệp Anh. Ông hiện là một nhà vô địch hạng nặng thế giới thống nhất, đã giữ danh hiệu IBF kể từ năm 2016 và WBA (Super) và IBO kể từ tháng 4 năm 2017. Ông trước đây giữ các chức danh hạng nặng Anh và Khối thịnh vượng chung từ năm 2015 đến năm 2016. Khi còn là võ sĩ nghiệp dư, ông đại diện nước Anh tại Thế vận hội năm 2012, giành huy chương vàng trong hạng siêu nặng; ông cũng đại diện Anh tại giải vô địch thế giới AIBA năm 2011, đoạt huy chương bạc.
Tính đến tháng 4 năm 2017, Joshua được xếp hạng nặng hay nhất thế giới bởi Transnational Boxing Rankings Board (hội đồng 
xếp hạng quyền Anh xuyên quốc gia), thứ hai bởi BoxRec, và thứ năm giỏi nhất bởi tạp chí Ring. Ông tự hào có một tỷ lê đánh gục 100%. Joshua là võ sĩ quyền Anh thứ hai của Anh, sau khi James DeGale, đạt được một huy chương vàng cả tại Thế vận hội và một danh hiệu thế giới bởi một hiệp hội quyền Anh chuyên nghiệp, cũng như là võ sĩ hang nặng đầu tiên của Anh làm được điều đó. Ông cũng là võ sĩ quyền Anh thứ hai, sau Joe Frazier, đạt được một danh hiệu hạng nặng thế giới trong khi vẫn giữ chức đương kim vô địch Thế vận hội ở hạng nặng nhất.

## Giải đấu

### Vô địch hạng nặng IBF

#### Joshua vs. Klitschko
Vào ngày 2 tháng 11 năm 2016, WBA cuối cùng đồng ý phê chuẩn một trận đấu thống nhất giữa Joshua và Klitschko cho siêu danh hiệu của WBA. Thỏa hiệp của WBA là, nếu Joshua giữ được đai của mình khi tranh giải với Molina, trận đấu sẽ diễn ra vào ngày 29 tháng 4 năm 2017 tại sân vận động Wembley ở London.
Vào ngày 10 tháng 12 năm 2016, Joshua đánh bại Molina ở vòng ba và trận đấu Joshua vs Klitschko được chính thức công bố. Chủ tịch của WBA Gilberto J. Mendoza xác nhận rằng người chiến thắng sẽ phải đối diện với thách đấu của võ sĩ Cuba Luis Ortiz, với thời gian được nêu ra sau trận đấu thống nhất. Một ngày sau đó, IBF tuyên bố người chiến thắng phải chiến đấu với võ sĩ của họ Kubrat Pulev. Bởi vì sự xung đột này với WBA về đấu thủ tới, người ta tin rằng Joshua hoặc Klitschko sẽ phải bỏ một chức danh . Vào tháng 1 năm 2017, Eddie Hearn thông báo rằng đã có hơn 80.000 vé đã được bán, một kỷ lục mới của vé bán, vượt qua trận đấu Carl Froch và George Groves II. Ông ta yêu cầu tạo thêm 5.000 vé nữa. Có tường thuật rằng Joshua sẽ kiếm được vào khoảng 15 triệu bảng Anh cho trận đấu.
Khi đo kí, Klitschko cân nặng 109 kg, trọng lượng nhẹ nhất kể từ năm 2009. Joshua nặng hơn ở mức 113,5 kg . Vào ngày 29 tháng 4 năm 2017, khi trận đấu diễn ra, cả hai võ sĩ đã bị trúng đòn nặng, Klitschko bị đánh ngã ở vòng 5, trước khi lấy lại phong độ ở vòng 6 và lần đầu tiên Joshua bị đánh gục trong sự nghiệp chuyên nghiệp của ông ta. Khi cuộc chiến tiếp tục, cả hai bên đấu ngang ngửa đến vòng 11 khi Joshua đánh ngã Klitschko xuống hai lần, trước khi trọng tài chấm dứt trận đấu, duy trì kỷ lục hoàn hảo của Joshua.